# 희석냉동기

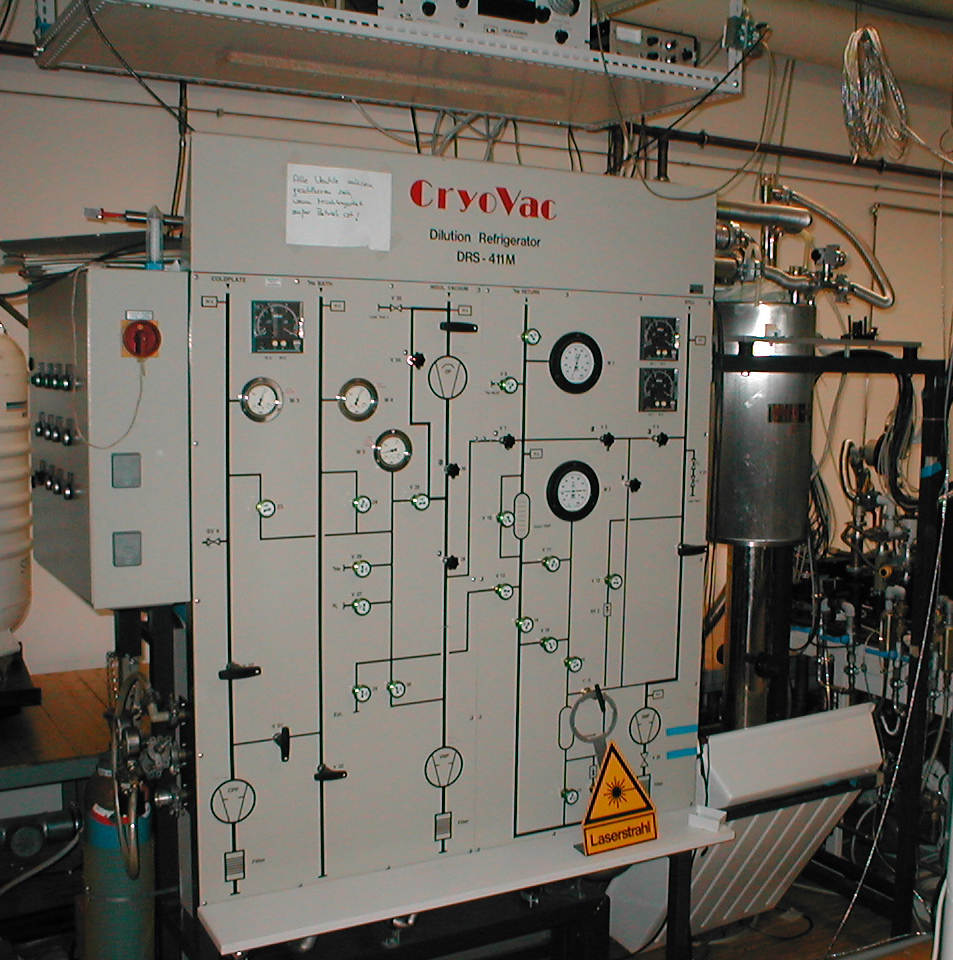
Helium Dilution Refrigerator

희석냉동기는 극저온에 도달하기 위한 냉각장치로 1951년Heinz London에 의해 처음 제안되었다. 하지만 실용화는 다소 늦어져 1962년 London, Clarke, Mendoza에 의해 냉각기의 구체적인 개념이 제안되고, 1965년 Das, De Bruyn Ouboter, Taconis에 의해 처음으로 실용화되었다.
희석식 냉각기는 냉각과정에서 헬륨의 동위원소인 헬륨-3 과 helium-4의 혼합물을 사용한다. ~ 870 millikelvins이하로 온도가 내려가는 경우, 이들 둘의 혼합물은 자발적인 상 분리를 통해 3헬륨이 많은 상태와 3헬륨이 부족한 상태로 분리되게 된다.
기화냉각법(evaporative cooling)과 마찬가지로, 3헬륨 원자들이 3헬륨이 풍부한 상태에서 3헬륨이 부족한 상태로 이동하기 위해서는 에너지가 필요하게 된다. 만일 원자들이 계속적으로 상들의 경계를 이동할 수 있다면 혼합물을 효과적으로 냉각할 수 있게 된다. 평행상태인 경우 절대 온도에서도3헬륨이 부족한 상은 헬륨-3을 최소한 6% 이상 포함하게 되므로 희석냉동기가 극저온에서도 충분히 작동이 가능한 이유가 된다.
이러한 희석냉동기의 가장 간단한 예가 "single-shot" 희석 냉동기이다. single-shot 모드에서는, 많은 양의 3헬륨이 점차적으로 서로 다른 상(3헬륨 부족상과 3헬륨 풍부상) 경계를 지나 헬륨 부족상으로 점차 옮겨가게 되며 이때 3헬륨 상으로 모두 옮겨가게 되면 더 이상 냉각기는 작동하지 않게 된다.
보다 자주 쓰이는 방법으로는 희석 냉동기를 연속적으로 순환동작 시키는 것이다. 3헬륨과 4헬륨 의 혼합물은 냉각기에서 액화되며, 이 냉각기는 임피던스를 통해 혼합상자의 3헬륨가 많은 곳으로 점차 들어가게 된다. 3헬륨 원자들은 3헬륨이 부족한 상 쪽으로 움직이게 되며 이때 냉각에 필요한 에너지를 제공하게 되고 뒤이어 액체상의 3헬륨은 증발하게 된다. 이렇게 증발된 헬륨가스는 냉각기 외부에서 고압의 상태로 압축되며, 정제과정을 거쳐 다시 냉각기로 들어가 액화되게 된다.
이러한 순환방식 희석냉동기는 낮은 온도를 필요로 하는 실험에서 많이 쓰이게 되며 아주 잘 정비된 장비의 경우 2밀리 켈빈까지 도달할 수 있다고 알려져 있다.

## 참고 자료
- Low Temperature Physics 영문판으로 저온 물리에서 쓰이는 여러 가지 기술적인 부분에 관해 쓰여있으며 희석냉동기에 대해서도 잘 설명되어 있다.